# Holmanivka, Reșetîlivka
Holmanivka (în ucraineană Гольманівка) este un sat în comuna Pașcenkî din raionul Reșetîlivka, regiunea Poltava, Ucraina.

## Demografie
Componența lingvistică a localității Holmanivka
     Ucraineană (100%)
Conform recensământului din 2001, toată populația localității Holmanivka era vorbitoare de ucraineană (100%).